# Mancaspis lunata
Mancaspis lunata är en insektsart som beskrevs av Ferris 1941. Mancaspis lunata ingår i släktet Mancaspis och familjen pansarsköldlöss.
Artens utbredningsområde är Panama. Inga underarter finns listade i Catalogue of Life.